# Раббат, Роберт
Роберт Раббат (14 февраля 1960 года, Бейрут, Ливан) — епископ сиднейский Мелькитской католической церкви с 15 июня 2011 года.

## Биография
Роберт Рабат родился 14 февраля 1960 года в городе Бейрут, Ливан. Поступил в ливанскую семинарию в 1989 году, 22 декабря 1994 года был рукоположен в священники в Архиепархии Бейрута и Библа.
Роберт Рабат имеет степень бакалавра философии и теологии Института философии и теологии Св. Павла в Хариссе, Ливан. Он также имеет степень магистра в области коммуникаций Университета Пердью в Индиане.
15 июня 2011 года Римский папа Бенедикт XVI назначил Роберта Раббата епископом епархии Святого Михаила в Сиднее. 16 сентября 2011 года состоялось рукоположение Роберта Раббата в епископа, которое совершил мелькитский патриарх Григорий III Лахам в сослужении с архиепископом Бейрута, Библа, Захле и Фурзола Иссамом Иоанном Дарвишом.